# Redingen/Attert
Redingen/Attert (luxemburgisch Réiden op der Atertⓘ, französisch Redange-sur-Attert) ist eine Gemeinde im Nordwesten des Großherzogtums Luxemburg und ist seit der Verordnung vom 12. Oktober 1841 Hauptort des Kantons Redingen.

## Geographie

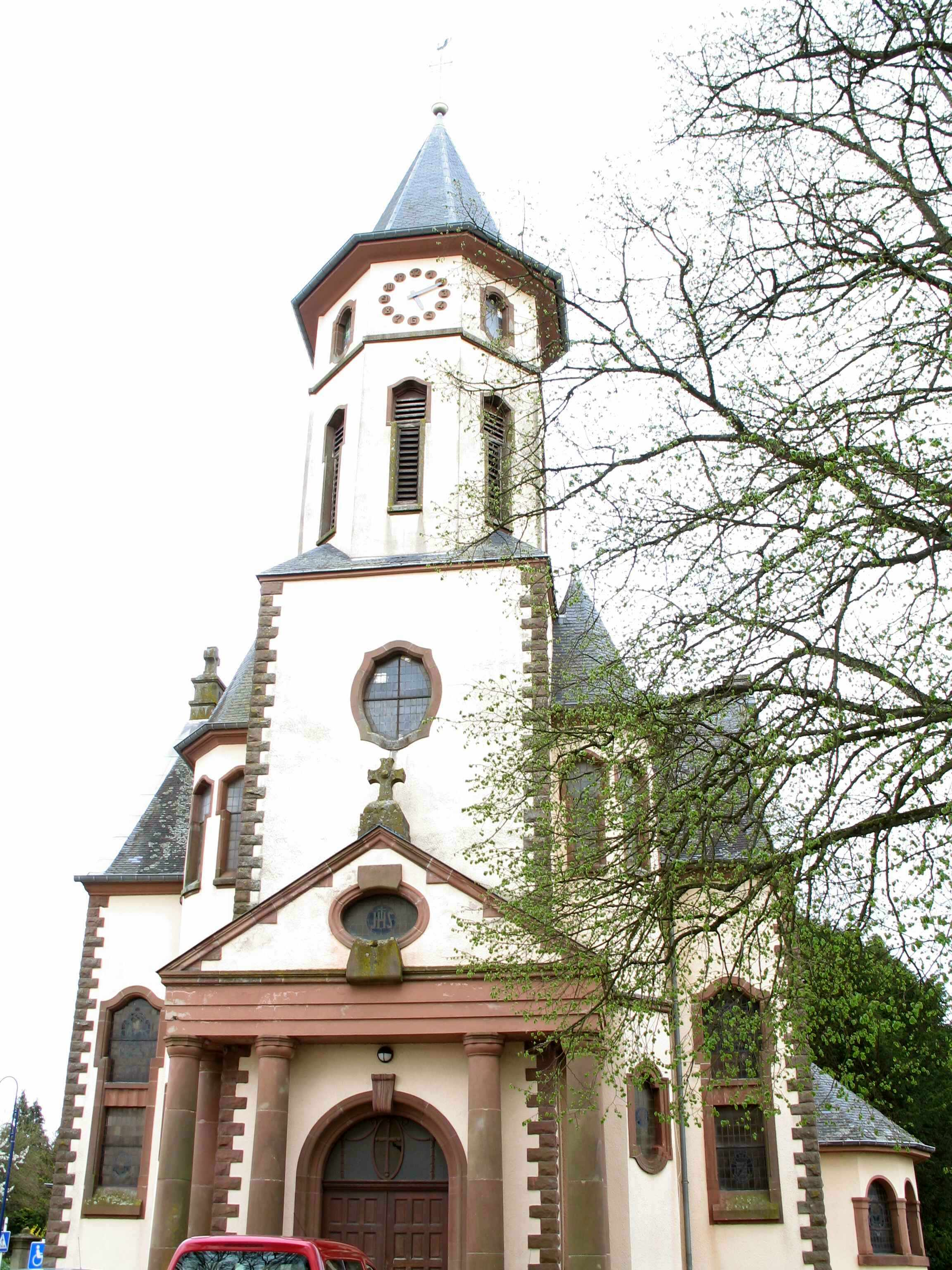
Kirche in Redingen

Die Gemeinde Redingen/Attert liegt im Nordwesten Luxemburgs, unweit der Grenze zu Belgien. Das Gemeindegebiet erstreckt sich entlang des Tals der Attert, welche auch den Hauptort der Gemeinde durchfließt, und liegt in der Übergangszone zwischen der Gutlandebene im Süden, und des Gebirgszuges des Öslings im Norden.

### Gliederung
Die Gemeinde Redingen/Attert besteht aus folgenden Ortschaften (Einwohnerzahl in Klammern):
- Eltz (32)
- Lannen (117)
- Nagem (214)
- Niederpallen (431)
- Ospern (284)
- Redingen (1152)
- Reichlingen (128)

### Nachbargemeinden
Das Gemeindegebiet von Redingen/Attert grenzt im Westen an die Gemeinde Ell, im Norden an Rambruch, im Westen an Préizerdaul und Useldingen und im Süden an Beckerich. Alle Nachbargemeinden gehören ebenfalls zum Kanton Redingen.

## Wirtschaft und Infrastruktur

### Verkehr
Die Gemeinde Redingen/Attert liegt an mehreren Nationalstraßen (Routes nationales). Die wichtigsten sind die N12 zwischen Luxemburg-Stadt und Wiltz und die N22 zwischen Ettelbrück und Arlon in Belgien.
Des Weiteren ist Redingen ein wichtiger regionaler Knotenpunkt des nationalen Busnetzes RGTR (Régime national des transports routiers), mit Express-Busverbindungen in größere Ballungsgebiete wie Luxemburg-Stadt, Ettelbrück, Wiltz oder Arlon.
Der nächstliegende Bahnhof befindet sich im belgischen Arlon, mit Verbindungen nach Brüssel und Luxemburg-Stadt. Der nächstgelegenste Anschluss an das nationale Eisenbahnnetz hingegen befindet sich in Kleinbettingen.

### Wirtschaft
Als größte Ortschaft des Kantons bildet Redingen ein wichtiges wirtschaftliches Zentrum der Region. Neben Einzelhandelsgeschäften im Zentrum von Redingen sind auch größere Firmen, beispielsweise aus dem Bausektor oder Supermarktketten in Industriezonen der Gemeinde angesiedelt. Zusätzlich spielt immer noch die Landwirtschaft eine tragende Rolle speziell in den kleineren Ortschaften der Gemeinde.

### Bildung
In Redingen befindet sich mit dem Atert Lycée Réiden die einzige Sekundarschule des Kantons. Das Lyzeum wurde im Jahr 2008 eröffnet und bietet sowohl den klassischen Sekundarschulabschluss (Enseignement secondaire classique) als auch den technischen Abschluss an. (Enseignement secondaire général). Des Weiteren kann mit dem Brevet de Technicien Supérieur (BTS) auch ein weiterführender Hochschulabschluss erworben werden.

## Politik

### Gemeinderat
Die Gemeinde Redingen/Attert wird von der Bürgerliste „Réiden 23“ regiert, welche im Gemeinderat durch eine absolute Mehrheit vertreten ist.
Zur Kommunalwahl im Juni 2023 wechselte die Gemeinde erstmals das Wahlsystem von Majorzwahl zu Proporzwahl, da die Schwelle von 3000 Einwohnern überschritten wurde. Es kandidierten drei Bürgerlisten, wovon zwei den Einzug in den Gemeinderat schafften.
| Partei                                       | Sitze: 11 | Stimmenanteil | Stimmenanteil                                                                        |
| -------------------------------------------- | --------- | ------------- | ------------------------------------------------------------------------------------ |
| Réiden 23 (R23)                              | 6         | 50,81 %       | Gemeinderatswahl Redingen/Attert 2023 %6050403020100 50,81 %41,61 %7,58 % R23EBRNdWR |
| Engagéiert Bierger fir d'Gemeng Réiden (EBR) | 5         | 41,61 %       | Gemeinderatswahl Redingen/Attert 2023 %6050403020100 50,81 %41,61 %7,58 % R23EBRNdWR |
| En neien dynamesche Wand fir Réiden (NdWR)   | 0         | 7,58 %        | Gemeinderatswahl Redingen/Attert 2023 %6050403020100 50,81 %41,61 %7,58 % R23EBRNdWR |

### Bürgermeister
- 1796–1803: Jacques Witry
- 1803–1823: Jean-Pierre Kohl
- 1823–1836: Nic. Feiereisen
- 1837–1844: Jean Clomes
- 1844–1848: Henri Spyr
- 1849–1856: Jean Feiereisen
- 1856–1860: Nicolas Feller
- 1861–1875: Ignace Eyschen
- 1876–1893: Jean-Baptiste Gérard
- 1894–1899: Léopold Bian
- 1900–1903: Jean de Waha
- 1904–1914: Nicolas Theischen
- 1915–1941: François Gérard
- 1941–1946: Richard Dettler (Amtsbürgermeister)
- 1946–1963: Aloyse Muller
- 1964–1975: Jean Erpelding
- 1976–1981: Jean Wirth
- 1982–1987: Fernand Scholtus
- 1988–1993: Henri Mausen
- 1994–2000: Marc Schmit
- 2000–2006: Roger Schneider
- 2007–2011: Serge Bloes
- 2011–2017: Henri Mausen
- seit 2017: Henri Gerekens (seit 2023 als Mitglied von R23)

## Söhne und Töchter der Gemeinde
- Jean-Claude Juncker (* 1954), luxemburgischer Premierminister von 1995 bis 2013, EU-Kommissionspräsident von 2014 bis 2019
- Camille Kerger (* 1957), luxemburgischer Tenor und Komponist